# Ludwika Życka
Ludwika Życka (ur. 1859 w Wilnie, zm. po 1939) – polska pisarka epoki pozytywizmu, publicystka, nauczycielka, działaczka oświatowa. Siostra Władysławy Życkiej.

## Życiorys
Dzieciństwo spędziła w rodzinnym majątku matki pod Wilnem, następnie mieszkała w majątku ojca Życkiszki pod Rosieniami. Prowadziła tu tajną szkółkę dla dzieci. Uczyła się w Warszawie i Krakowie. W 1888 rozpoczęła działalność pedagogiczną na Mińszczyźnie. 
W 1902 zamieszkała na stałe w Wilnie. Z ogromnym zaangażowaniem włączyła się w działalność oświatową. Tak charakteryzowała stan możliwości używania języka polskiego w Wilnie po 1863 roku:

Zamarła nauka, zamarło wszelkie życie publiczne. Za jedno słowo wymówione po polsku w publicznym lokalu płacono 25-50 rubli kary. Dziecko szkolne mówiące z rodzicami na ulicy w języku ojczystym ryzykowało, że będzie wypędzone ze szkół z "wilczym biletem".

Z ramienia Towarzystwa „Oświata” (zalegalizowane w 1906 ) pełniła funkcję wizytatorki tajnych szkółek polskich na Wileńszczyźnie, działała też w sekcji odczytowej. Współpracowała z prasą: „Przyjacielem Ludu”, „Zorzą Wileńską”, „Kurierem Litewskim”, „Gońcem Wileńskim”, „Wieczorami Rodzinnymi”, „Przeglądem Pedagogicznym”. Podróżowała po Francji i Włoszech. Publikowała reportaże, recenzje, felietony oraz drobne utwory prozatorskie i poetyckie. W publikacjach podejmowała też tematykę walki kobiet o równouprawnienie. Najdłużej była związana z „Przyjacielem” i „Dziennikiem Wileńskim”. W 1912 w Wilnie wydała Rzeczy bajeczne, nakładem „Przyjaciela” w 1912 ukazała się jej broszura pt. Ksiądz Piotr Skarga. Wydawała i redagowała w Wilnie dwutygodnik dla kobiet „Nasze Ognisko” (1913-1914), a od 1924 – dwutygodnik „Promyk”. Na łamach „Naszego Ogniska” została opublikowana jej powieść pt. Z prądem. 
Była członkinią honorową Narodowej Organizacji Kobiet. 
W dwudziestoleciu międzywojennych kontynuowała współpracę z „Dziennikiem Wileńskim”, pisywała też sporadycznie dla „Słowa” i „Kuriera Wileńskiego” (opublikowała tu kilka nowel). 3 marca 1925 na łamach czasopisma „Dziś i jutro” opublikowała opowiadanie «Jednolatki. Opowiadanie z życia» o postaci Ferdynanda Radziwiłła. Na łamach „Dziennika Wileńskiego” w 1930 opublikowała obszerny szkic Zarys dziejów polskiej tajnej oświaty na ziemiach wschodnich. W 1939 w Warszawie została wydana jej praca (napisana wspólnie z Michaliną Łęską) pt. Działalność popowstaniowa Polaków na Ziemi Mińskiej (Materiały i wspomnienia). W 1925 została odznaczona krzyżem kawalerskim orderu Polonia Restituta. Należała do Związku Zawodowego Literatów Polskich w Wilnie. W dorobku literackim Życkiej na uwagę zasługują utwory dla dzieci, bajki, satyry (np. Rzeczy bajeczne, Wilno 1912), powieść Te dwie (Wilno 1924). Jest ona również autorką Ćwiczeń dla nauki poprawnego pisania oraz czytanek dla dzieci.

## Wybrane publikacje
- Ludwіka Życka, Ksiądz Piotr Skarga, Wilno, 1912
- Ludwіka Życka, Rzeczy bajeczne, Wilno, 1912
- Ludwіka Życka, Wilno, Wilno, 1912
- Ludwіka Życka, Początkowe ćwiczenia do nauki poprawnego pisania. Cz. 1, Wilno, 1916
- Ludwіka Życka, Zatrute ziarna : opowiadanie na tle wypadków na Litwie w roku 1920, Wilno, 1921
- Ludwіka Życka, Cichy bohater : historja zwyczajnego człowieka z lat niewoli, Wilno, 1921
- Ludwіka Życka, Te dwie: powieść współczesna, Wilno, 1924
- Ludwіka Życka, Krótki rys dziejów tajnej oświaty polskiej na ziemi wileńskiej od 1880 do 1919, Wilno, 1932
- L. Życka, M. Niedziałkowska-Dobaczewska, Emma Jeleńska-Dmochowska. Strażniczka kresowa, Kraków, 1932.
- Ludwіka Życka, Michalina Łęska. Dzіałalność popowstanіowa Polaków na zіemі Mіńskіej: (materіały і wspomnіenіa). — Warszawa: nakł. Koła Przyjacіół Uchodźców z Mіńszczyzny, 1939.